# Штепа Неля Ігорівна
Неля Ігорівна Супрун (Штепа), до шлюбу Литвин (13 вересня 1960, Слов'янськ, Донецька область, Українська РСР) — українська проросійська політична діячка. Колишній міський голова Слов'янська, членкиня Партії регіонів, голова наглядової ради регіонального добродійного фонду «Поспішайте робити добро».
Відома своєю політичною прихильністю до «Сім'ї» Януковича, а також скандальними вчинками та висловленнями.
З огляду на підтримку російських диверсійно-терористичних груп під час захоплення ними Слов'янська, Неля Штепа заарештована в липні 2014 харківською прокуратурою із звинуваченням «посягання на територіальну цілісність і недоторканність України, які спричинили загибель людей».

## Біографія
Народилася 13 вересня 1960 у м. Слов'янську Донецької області у родині вчителів старшою з трьох дітей. Мати, Валентина Орестівна — вчителька математики, батько, Ігор Миколайович Литвин — вчитель математики і фізики. Перший час мешкали у бараці по вул. Фрунзе. 1969 — зарахована до СШ № 1 Слов'янська, в 1973 році перейшла до ЗОШ № 10.
1979 вступила до Слов'янського педагогічного інституту на факультет підготовки учителів математики та фізики.

## Трудова діяльність
З 1984 року розпочала трудову діяльність у Покровській середній школі імені Носакова Артемівського району Донецької області вчителькою математики і фізики.
У 1985—1987 роках обіймала адміністративні посади: завуч з навчальної роботи та директор школи. Членство в КПРС.
У 1987 році переведена в райком ВЛКСМ Артемівського району, де працювала завідувачкою організаційним відділом.
З 1989 — 2-й секретарка Артемівського райкому комсомолу.
У жовтні 1990 року запрошена на роботу на Артемівську взуттєву фабрику начальницею відділу збуту, у 1995 — призначена директором з комерції цієї фабрики.
У 1999—2001 роках працювала директором з комерції на Артемівському машинобудівному заводі.
У 2003 році призначена директором ТОВ «Енергоальянс».
У травні 2006 року прийнята на роботу до Державного підприємства «Науково-дослідний інститут високих напруг» (НДІВН) м. Слов'янська, перебувала на посаді комерційної директора.
З лютого по грудень 2007 року працювала радницею Віце-прем'єр-міністра в Секретаріаті Кабінету Міністрів України. Присвоєно 7-й ранг державного службовця.
У січні 2008 року повернулася на Державне підприємство НДІВН Слов'янська на посаду заступниці директора.
З березня 2009 по жовтень 2009 — директор ТОВ «Доненергомаш».
З жовтня 2009 року обіймає посаду голови наглядової ради регіонального благодійного фонду «Поспішайте робити добро».
Кандидатка у народні депутати від партії «Опозиційна платформа — За життя» на парламентських виборах 2019 року, № 74 у списку.
1 серпня 2020 року, Штепа заявила, що політрада партії «Партія Миру та Розвитку» висунула її кандидатуру претенденткою на посаду міської голови м.Слов'янська на місцевих виборах 25 жовтня 2020 року. Разом з тим, місцеве населення подібну позицію колаборантки оцінює неоднозначно.
25 жовтня 2020 року Штепа не пройшла до другого туру виборів міського голови м. Слов'янська, про це повідомила очільниця Слов'янської територіальної виборчої комісії Надія Петрова.

## Скандали
Відома скандальністю та використанням кримінальної лексики. Донецьке видання «В городе» порівняло її з колишнім мером Києва Черновецьким («Черновецький, тільки в спідниці»).
- під час одного із засідань обізвала одну з журналісток «сукою»[7].
- під час апаратної наради назвала журналістів телебачення і газет — «працівниками древньої професії…»[8]. Після цього Національна спілка журналістів України занесла Штепу до списку «ворогів преси»[9].
- пригрозила вбити головного архітектора Слов'янська, заявивши: «Я не б'ю два рази: по морді і по кришці труни. Я відразу — по кришці труни!»[10].
- запропонувала на зборах людей, які не прибирають прибудинкову територію, залишати «чорні мітки»: писати великими літерами «ледар»[10].

Місцеве видання «Славянская громада» в червні 2010 оприлюднило звернення голови Громадської організації «Правовий захист» Д. О. Остапенко до тодішнього першого віцепрем'єра в уряді Азарова Андрія Клюєва, що Штепа неодноразово проходила стаціонарне лікування у психіатричних закладах.

## Кримінальна відповідальність
Обіймаючи керівні посади (начальниця відділу збуту та директор по комерції) на Артемівській взуттєвій фабриці, Неля Штепа притягалася до кримінальної відповідальності за статтею Кримінального Кодексу України «Розкрадання в особливо великих розмірах». Ця інформація згідно зверненню голови Громадської організації «Правовий захист» Остапенко Д. О., повинна бути у базі даних Міністерства внутрішніх справ України.
Під час російської інтервенції в Україну (з 2014) і захоплення проросійськими сепаратистами та російськими диверсантами державних установ Слов'янська 12 квітня 2014 Штепа фактично підтримала захоплення державних будівель бойовиками: «Це не якісь приїжджі з Західної України, це наші, донецькі хлопці», — переконувала вона присутніх біля захопленого міськвідділу міліції жителів міста. У зв'язку з цим Донецьке обласне управління СБУ відкрило кримінальне провадження проти Нелі Штепи за сепаратизм.
11 липня 2014 року була затримана, а 13 липня заарештована прокуратурою Харківської області.
20 вересня 2017 року суд Харкова випустив Штепу з СІЗО під цілодобовий домашній арешт у Слов'янську, а наступного дня, 21 вересня стало відомо, що на неї наділи електронний браслет.
У січні 2018 року дві колегії суддів Ленінського райсуду Харкова оголосили самовідвід, тому розгляд справи Штепи розпочали спочатку вп'яте. До цього її справою займалися Червонозаводський і Комінтернівський райсуди Харкова. З опівночі 14 січня 2018 року, після закінчення терміну дії домашнього арешту, дія будь-якого запобіжного заходу на Штепу припинилася. Справу екс-мера Слов'янська передали для подальшого розгляду в Жовтневий райсуд м. Харкова.
24 жовтня 2019 року Європейський суд з прав людини визнав порушення з боку України у справі Штепи. Суд визначив, що Україна має виплатити їй 2600 євро моральної компенсації і 1000 євро відшкодування судових витрат. Грошові кошти були виплачені Україною на користь Штепи.
20 січня 2021 року суддя Орджонікідзевського суду Харкова Олена Глібко обрала для Штепи запобіжний захід у вигляді домашнього арешту до 19 березня 2021 року, вона має перебувати вдома з 22.00 вечора до 5.00 ранку.
26 січня 2022 року прессекретар Харківської обласної прокуратури повідомив, що наступне засідання Орджонікідзевського райсуду м. Харкова у справі Штепи заплановане на 31 січня цього ж року. Головуватиме у засідання суддя Олена Глібко. Штепу обвинувачують у скоєнні кримінальних правопорушень, передбачених ч. 3 ст. 110 (посягання на територіальну цілісність і недоторканність України, що спричинило загибель людей) і ч. 1 ст. 258-3 (створення терористичної групи чи організації) КК України.
19 квітня 2023 року справу Нелі Штепи, яка обвинувачується у тяжких злочинах проти основ безпеки України, почнуть розглядати у Київському районному суді Полтави, — про це повідомили в Харківській обласній прокуратурі. Також речник  прокуратури нагадав, що судовий процес за участі Штепи, як обвинуваченої, триває понад 8 років. Всі суди, які розглядали її справу територіально знаходилися у м. Харкові. Через початок російського вторгнення в Україну справу передали до Полтави. Наразі прокуратура спрямувала клопотання до Верховного Суду щодо передачі справи в Орджонікідзевський районний суд міста Харкова.
11 грудня 2023 року у Київському районному суді міста Полтави відбулось чергове засідання у справі Штепи. Однак сама обвинувачена на засіданні суду присутня не була. За словами адвоката обвинуваченої, Штепа не з'явилась на засідання через хворобливий стан. Він також додав, що зараз вона перебуває у місті Слов'янську. Через хворобу обвинуваченої засідання перенесли та призначили наступне на 8 лютого 2024 року.
Наприкінці жовтня 2024 року підготовче засідання у справі ексочільниці Слов'янська Нелі Ігорівни Супрун (Штепи), яку звинувачують у посяганні на територіальну цілісність України, знову відклали. Наступне засідання сплановане на 26 листопада 2024 року у Київському суді міста Полтави.

## Особисте життя
- чоловік: Сергій Васильович Огарков (колишній однокурсник Нелі, шкільний вчитель фізики)
  - син: Сергій Сергійович Огарков (* 1983) — член Наглядової ради БФ «Поспішайте робити добро».
- чоловік: Віктор Штепа
  - дочка: Штепа Ольга Вікторівна (* 1993) — випускниця Слов'янського Державного педагогічного ліцею.
- чоловік (2009—2013): Артамонов Олексій Сергійович (1979 р. н.) — персональний водій і охоронець, згодом радник голови Наглядової ради Регіонального благодійного фонду «Поспішайте робити добро». Розлучилась з Артамоновим після отримання фото про подружню зраду чоловіка з іншою жінкою.

## Нагороди
- Почесна грамота Кабінету Міністрів України (20.08.2007);
- Почесна грамота Сіверської міської ради (06.09.2008);
- Подяка від Партії Регіонів за активну громадсько-політичну діяльність (жовтень 2009);
- Почесна грамота Верховної Ради (травень 2010);
- 5 відомчих заохочувальних відзнак Управління освіти.

## Виноски
1. ↑  Центральна виборча комісія
2. ↑  Скандальна екс-мер Штепа отримала непрохідний номер у списку ОПЗЖ Слово і Діло (21 червня 2019)
3. ↑  Штепа рекламує себе російською як кандидата в мери Слов'янська — ОПОРА. 18.08.2020, 11:25
4. ↑  «Русіш швайне»: у Слов'янську чоловік зіпсував рекламу з обличчям Штепи, його затримали (фото) 18:31, 10.09.2020
5. ↑  Неля Штепа не пройшла до другого туру виборів мера Слов'янська. Змагатимуться кандидати від ОПЗЖ та «Опоблоку». 26.10.2020, 20:06
6. ↑  Чем прославилась скандальная мэр Славянска Нэля Штепа [Архівовано 2014-04-16 у Wayback Machine.]
7. ↑  Кто СУКА.mp4. YouTube. GreenSlavyansk. 2 березня 2011. Процитовано 9 червня 2021.{{cite web}}:  Обслуговування CS1: Сторінки з параметром url-status, але без параметра archive-url (посилання)
8. ↑  Мер Слов'янська Неля Штепа обізвала журналістів проститутками. Відео
9. ↑  Спротив: Національна спілка журналістів України оголосила список «ворогів преси»
10. 1 2  Мэр Славянска Неля Штепа: «Есть женщины-императрицы, которым изменять нельзя»
11. 1 2  Психічнохвора жителька Донеччини заявляє, що її інтереси лобіює Андрій Клюєв. — «Славянская Громада», 28.08.2010
12. ↑  СБУ відкрила кримінальну справу проти мера Слов'янська. — Українська правда, 15.04.2014
13. ↑  Штепу заарештували на 2 місяці — облпрокуратура
14. 1 2  Гармаш: Той факт, що Штепа може вільно пересуватися містом, не означає, що суд поганий. 17.01.2018, 17.08
15. ↑  Штепа отримала кілька тисяч євро компенсації за рішенням ЄСПЛ — адвокат. 20.01.2020, 13:55
16. ↑  Обвинувачена у посяганні на територіальну цілісність Штепа вперше за два місяці приїхала в суд. 20.01.2021, 12:42
Суд помістив Нелю Штепу під домашній арешт. 20.01.2021, 19:34
17. ↑  Екс-меру Слов'янська Штепі обрали новий запобіжний захід. РБК-Украина (рос.). Процитовано 20 січня 2021.
18. ↑  У Харкові може зірватися суд у справі Штепи: Обвинувачена заявила про хворобу (ФОТО). 26.01.2022, 12:28
19. ↑  Справу Нелі Штепи, через понад рік паузи, почне розглядати суд у Полтаві: нагадуємо деякі деталі цієї справи. 15.04.2023
20. ↑  Київський суд переніс засідання у справі Штепи на наступний рік — в чому причина. // Автор: Каріна Яніна. 11.12.2023, 22:25
21. ↑  Суд по справі Штепи: ексмер Слов'янська робила спроби під'єднатися до засідання по відеозв’язку. 29.10.2024, 21:48